# Ole Avei

a Compétitions nationales et continentales officielles uniquement.

b Matchs officiels uniquement.
Dernière mise à jour le 1 février 2024.
Wayne Ole Avei, né le 13 juin 1983 à Wellington (Nouvelle-Zélande), est un joueur international samoan de rugby à XV évoluant au poste de talonneur. Il joue à l'Union Bordeaux Bègles pendant huit ans avant de rejoindre le Racing 92 en 2017 puis le Soyaux Angoulême entre 2019 et 2023.

## Biographie
Ole Avei est né à Wellington en Nouvelle-Zélande de parents d'origine samoane. Il émigre avec sa famille en Australie alors qu'il est âgé de trois ans, et grandit à Melbourne. A l'adolescence, il reçoit une bourse d'études pour aller étudier à la Southport School de Brisbane,.
Avei est le neveu de l'ailier international australien Digby Ioane,.

## Carrière

### En club
Ole Avei commence sa carrière avec le club amateur de Sunnybank Rugby en Queensland Premier Rugby. Il joue dans un premier temps au poste de troisième ligne centre, avant de se reconvertir à celui de talonneur.
Il connaît sa première expérience professionnelle en 2006, lorsqu'il est retenu dans l'effectif des Queensland Reds en Super 14. D'abord membre de l'effectif élargi, il joue un match amical en janvier, avant d'être réellement recruté en avril 2006, en remplacement de Stephen Moore blessé,. Il joue trois saisons avec cette franchise, mais n'obtient que peu de temps de jeu.
Parallèlement, il dispute l'unique édition du Australian Rugby Championship (ARC) avec les East Coast Aces en 2007.
En 2008, il rejoint la province néo-zélandaise de Waikato en National Provincial Championship (NPC). Il joue également avec le club de Hautapu, situé dans la banlieue de Cambridge, dans le championnat amateur local,. Avec Waikato, il devient rapidement un cadre de l'équipe, et dispute vingt-deux matchs en deux saisons,. En 2009, il fait partie du groupe élargi d'entraînement de la franchise des Chiefs, mais ne dispute aucun match.
Après deux saisons en Nouvelle-Zélande, il rejoint l'Union Bordeaux Bègles en 2010, alors que le club évolue en Pro D2. Il s'impose immédiatement comme le titulaire indiscutable au poste de talonneur, et participe pleinement à l'accession du club girondin en Top 14 au terme de sa première saison au club,. Au plus haut niveau français, Avei continue de performer et impressionner les observateurs, au point d'être considéré comme l'un des meilleurs joueur du Top 14 à son poste,. En 2012, malgré des intérêts de la part de clubs tels que le Stade toulousain, il décide de prolonger son contrat avec l'UBB pour une durée exceptionnelle de cinq saisons. En 2016, il prolonge à nouveau son contrat, portant son engagement jusqu'en 2019.
Au cours de la saison 2017-2018, Avei est très peu utilisé par le club bordelo-béglais, ce qui entraîne son prêt au Racing 92 jusqu'au terme de la saison en cours. Son arrivée au Racing a pour but de compenser la blessure de Teddy Baubigny. Il retrouve immédiatement du temps de jeu avec sa nouvelle équipe, et dispute même la fin de saison dans la peau d'un titulaire,. Au terme de la saison, il voit son contrat prolongé pour saison de plus.
En 2019, il rejoint le club de Soyaux Angoulême, évoluant en Pro D2. En 2021, le club charentais est relégué en Nationale, mais Avei reste fidèle au club. Après avoir participé à la remontée immédiate du club, il joue une dernière saison en Pro D2 avant d'annoncer mettre un terme à sa carrière en juin 2023 à l'âge de 40 ans.
Il revient cependant sur sa décision quelques semaines plus tard, et s'engage avec le club girondin de Floirac en Fédérale 1, poursuivant ainsi sa carrière à plus de 40 ans.

### En équipe nationale

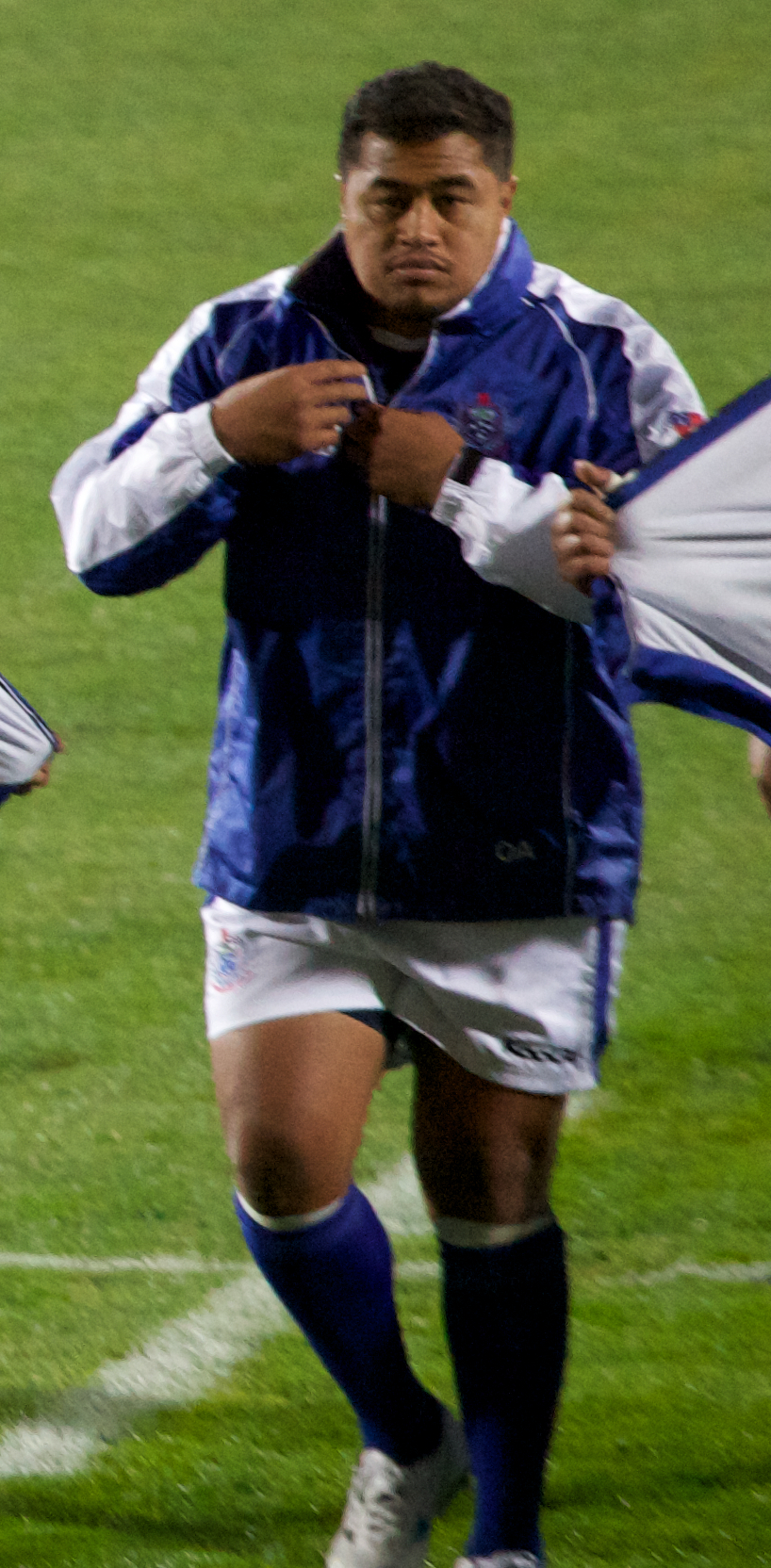
Ole Avei lors de la Coupe du monde 2011.

Ole Avei représente la sélection scolaire australienne (en) en 2001, puis la sélection des moins de 21 ans en 2004,.
Avei est sélectionné pour la première fois avec l'équipe des Samoa en juin 2011. Il joue son premier match international le 2 juillet 2011 contre l'Équipe du Japon à Tokyo. 
Le 24 août 2011, il est retenu par Fuimaono Tafua dans la liste des trente joueurs qui disputent la coupe du monde de rugby à XV 2011. Considéré comme le troisième talonneur du groupe, derrière Ti'i Paulo et Mahonri Schwalger, il ne joue qu'une seule rencontre face à l'Afrique du Sud.
Il est sélectionné dans le groupe samoan choisi par Stephen Betham (en) pour participer à la Coupe du monde 2015 en Angleterre. Cette fois-ci considéré comme le titulaire au poste de talonneur, il dispute trois matchs, contre les États-Unis, l'Afrique du Sud et le Japon. 
Il prend sa retraite internationale en 2016, après avoir connu 24 sélections,.

## Palmarès
- Pro D2
  - Vainqueur de la finale d'accession en 2011 avec l'Union Bordeaux Bègles.
- Coupe d'Europe :
  - Finaliste en 2018 avec le Racing 92.

## Statistiques en équipe nationale
- 24 sélections[3]
- 0 point
- sélections par année : 3 en 2011, 7 en 2012, 5 en 2013, 5 en 2014, 4 en 2015
- En Coupe du monde :
  - 2011 : 1 sélection (Afrique du Sud)
  - 2015 : 3 sélections (États-Unis, Afrique du Sud, Japon)